# Genuri
Genuri (sardinski: Giaùni, Jaùni) je grad i općina (comune) u pokrajini Južnoj Sardiniji u regiji Sardiniji, Italija. Nalazi se na nadmorskoj visini od 230 metara i ima populaciju od 330 stanovnika.
Prostire se na teritoriju od 7,52 km². Gustoća naseljenosti je 44 st/km².
Susjedne općine su: Baradili, Genoni, Setzu, Sini i Turri.